# 包店
包店（Breadtop）是澳大利亞的麵包店。出售各種甜品、蛋糕、麵包、月餅和糕點。截至2014年8月，有近69家特許經營門店，遍布大城市墨爾本、悉尼、布里斯班、阿德莱德和堪培拉。

## 歷史
包店成立於2002年，其創始人為 Simon Ip 與 Kenneth，第一家分店設於博士山。
截至到2022年5月，包店有近70家門店。
| 州               | 店家數量 |
| ---------------- | -------- |
| 新南威爾士州     | 24       |
| 維多利亞州       | 23       |
| 昆士蘭州         | 9        |
| 南澳大利亞州     | 2        |
| 澳大利亚首都领地 | 1        |
| 西澳大利亚州     | 7        |
| 北领地           | 2        |
| 塔斯马尼亚州     | 2        |
| 奥克兰           | 1        |

## 外部連結
- 包店官方網站 （页面存档备份，存于）